# Allagopappus
Allagopappus es un género de plantas herbáceas perteneciente a la familia Asteraceae.  El género fue descrito por Alexandre Henri Gabriel de Cassini y publicado en Dictionnaire des Sciences Naturelles 56: 21, en el año 1828.

## Descripción
Allagopappus es un género endémico de las islas Canarias, que cuenta con dos especies. Las plantas del género Allagopappus se diferencian de otros géneros de la familia Asteraceae porque son plantas que no poseen látex y cuyos capítulos sólo poseen flósculos. Las hojas son pegajosas y no espinosas y los capítulos forman un corimbo plano y denso. Los frutos poseen vilano.

## Taxonomía
El género fue descrito por Alexandre Henri Gabriel de Cassini y publicado en Dictionnaire des Sciences Naturelles [Second edition] 56: 21. 1828.
Etimología
Allagopappus: nombre genérico que podría derivar del griego allos, que significa "otro, diferente" y pappus, que significa "vilano".

## Especies
Contiene las siguientes especies:
- Allagopappus canariensis (Willd.) Greuter 2003[3]
- Allagopappus chrysopsioides Sch.Bip.[4]
- Allagopappus dichotomus Cass. 1828[5]
- Allagopappus viscosissimus Bolle 1859[6]